# Seeds cafe
Seeds cafe（しーずかふぇ）は、札幌テレビ放送（STV）の帯広放送局と釧路放送局の両エリアで放送されていた情報番組。

## 概要
帯広市を中心に、季節の話題、イベント情報など、十勝エリアのタウン情報を放送している。
2011年7月2日より、帯広放送局と釧路放送局の両エリアのフルセグで放送、ワンセグでは『札幌ふるさと再発見』を放送。
スポンサーは十勝エリアの企業が4社ついており、自動車販売店の新車発表イベントの取材など、スポンサー企業のPRを放送することもある。
2013年3月30日をもって放送を終了、4月以降は『札幌ふるさと再発見』が放送されている。

## 放送時間
- 毎週土曜日 11:54 - 12:00（JST）

## 番組構成
- オープニング（提供読み、リポーターや番組内容の紹介、27秒）
- 前CM（15秒）
- 本編（2分30秒 - 45秒）
- 後CM（15 - 30秒）
- エンディング（提供読み、15秒）

実際の放送は、オープニングからエンディングまでの4分間。
内容によっては、オープニングや本編の時間が変わることがある。
提供読みの際は、画面下半分に、白地の半透明の座布団が表示され、その上にロゴマーク付きで1社ずつスポンサー表示がなされる。

## リポーター
- 安斉智香子
  - 2012年5月26日放送の第47回は、『TV Seeds』担当の山本さおりが出演した。

## 帯広放送局と釧路放送局の両エリア別放送について
STVテレビでは、帯広放送局と釧路放送局の両エリアを道東エリアに区分し、地域別差し替え時は同一内容の放送を実施している。
2010年6月にデジタル放送でエリア別差し替えが開始された時から当番組開始までは、『札幌ふるさと再発見』を放送していた。
EPGの番組名は、『札幌ふるさと再発見』となっている。番組説明の中でエリア別放送の説明が表示されるが、2012年5月現在で当番組の表示はなされていない。新聞のテレビ欄には「11:54札幌ふるさと再発見（道東はseeds）」と掲載されていた。
地域別差し替え時間帯は、STVのウォーターマークが表示されない。
当番組放送中は、スポンサー表示中を除き、当番組のロゴが画面右上に表示される。
2013年3月まで、帯広放送局と釧路放送局の両エリアでは、平日の地域別CM差し替え時間帯に、当番組および姉妹番組の『TV Seeds』の番宣が放送されていた。
2012年3月までは、『TV Seeds』単独の番宣のみが放送されており、当番組の番宣はなかった。
2012年6月までは当番組単独の番宣はなく、『TV Seeds』のリポーターと当番組のリポーターが一緒に出演する番宣が放送されていた。7月より当番組単独の番宣が放送されるようになった。

## クレジット
- 企画：新生 帯広支社
- 制作著作：STV札幌テレビ放送
- 制作協力：映像ポラリス